# Collégiale basilique de Sainte-Marie de Manrèse
Pour les articles homonymes, voir Sainte-Marie.
 (octobre 2024).
Si vous disposez d'ouvrages ou d'articles de référence ou si vous connaissez des sites web de qualité traitant du thème abordé ici, merci de compléter l'article en donnant les références utiles à sa vérifiabilité et en les liant à la section « Notes et références ».
La collégiale basilique de Sainte-Maríe de Manrèse (en catalan : Col·legiata Basílica de Santa Maria de Manresa) est l'église gothique la plus importante de Manrèse, en Catalogne. Elle est aussi appelée la Seu.

## Présentation
Le nom de collégiale fait référence au chapitre de chanoines qu'elle abrite, tandis que la dénomination de basilique correspond au titre accordé en 1886 par le pape Léon XIII. En 1931, elle a été déclarée Bien culturel d'intérêt national de Catalogne. Hiérarchiquement, c'est une co-cathédrale, puisque le diocèse de Vic, bien qu'ayant la résidence de l'évêque à Vic, est bicéphale, avec deux cathédrales et deux chapitres de chanoines : Manrèse et Vic.
Sa position élevée sur le mont Puigcardener dominant la rivière Cardener a accueilli successivement un village ibérique, une forteresse romaine et une église romane. La construction du bâtiment actuel a commencé en 1322 sous la direction de l'architecte Berenguer de Montagut, et a culminé à la fin du XVe siècle avec le gothique comme style dominant. Néanmoins, des interventions ultérieures font que l'on retrouve également des éléments Renaissance, baroques ou encore néo-gothiques, comme la façade du baptistère.

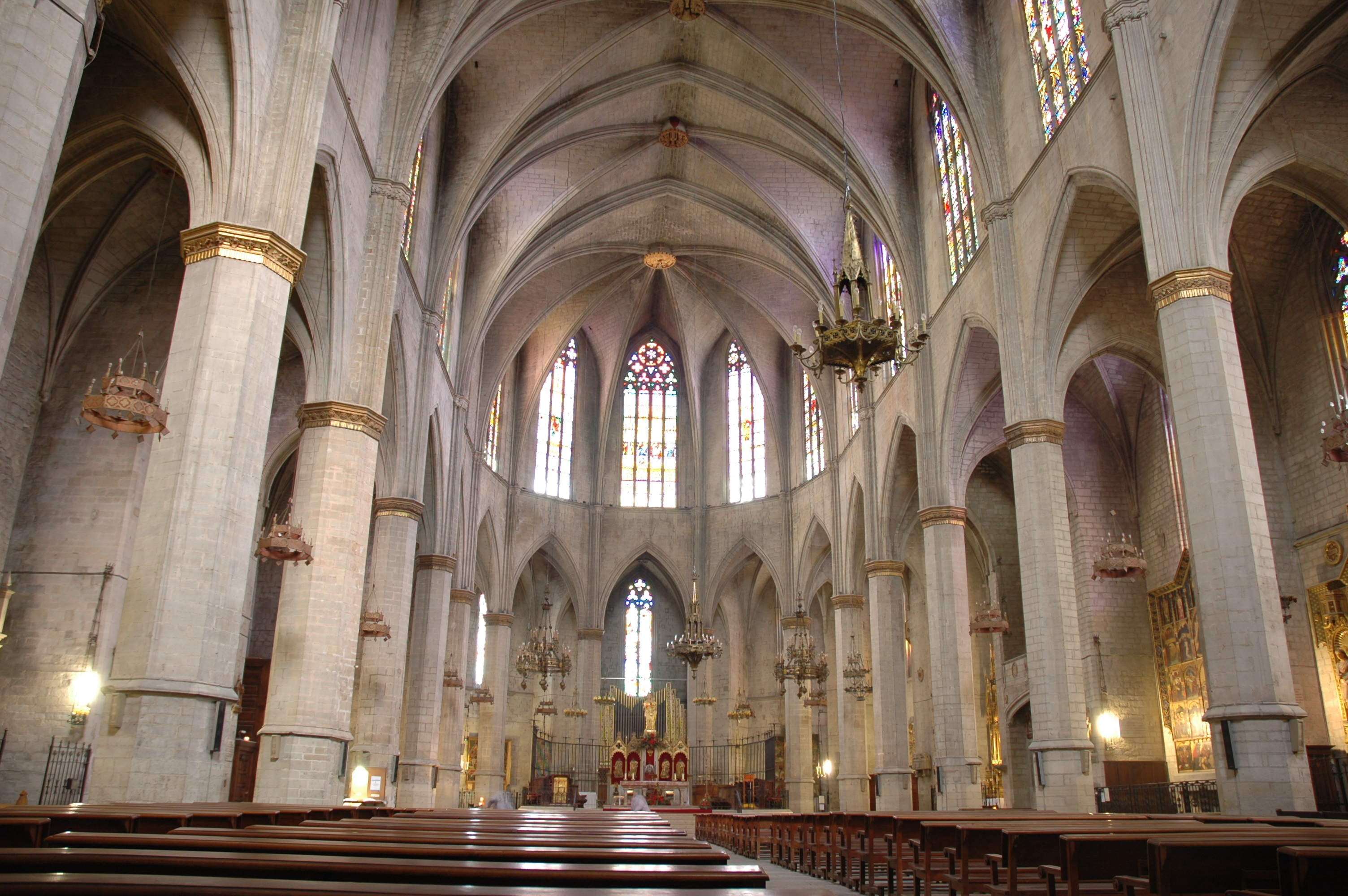
Vue de la nef.
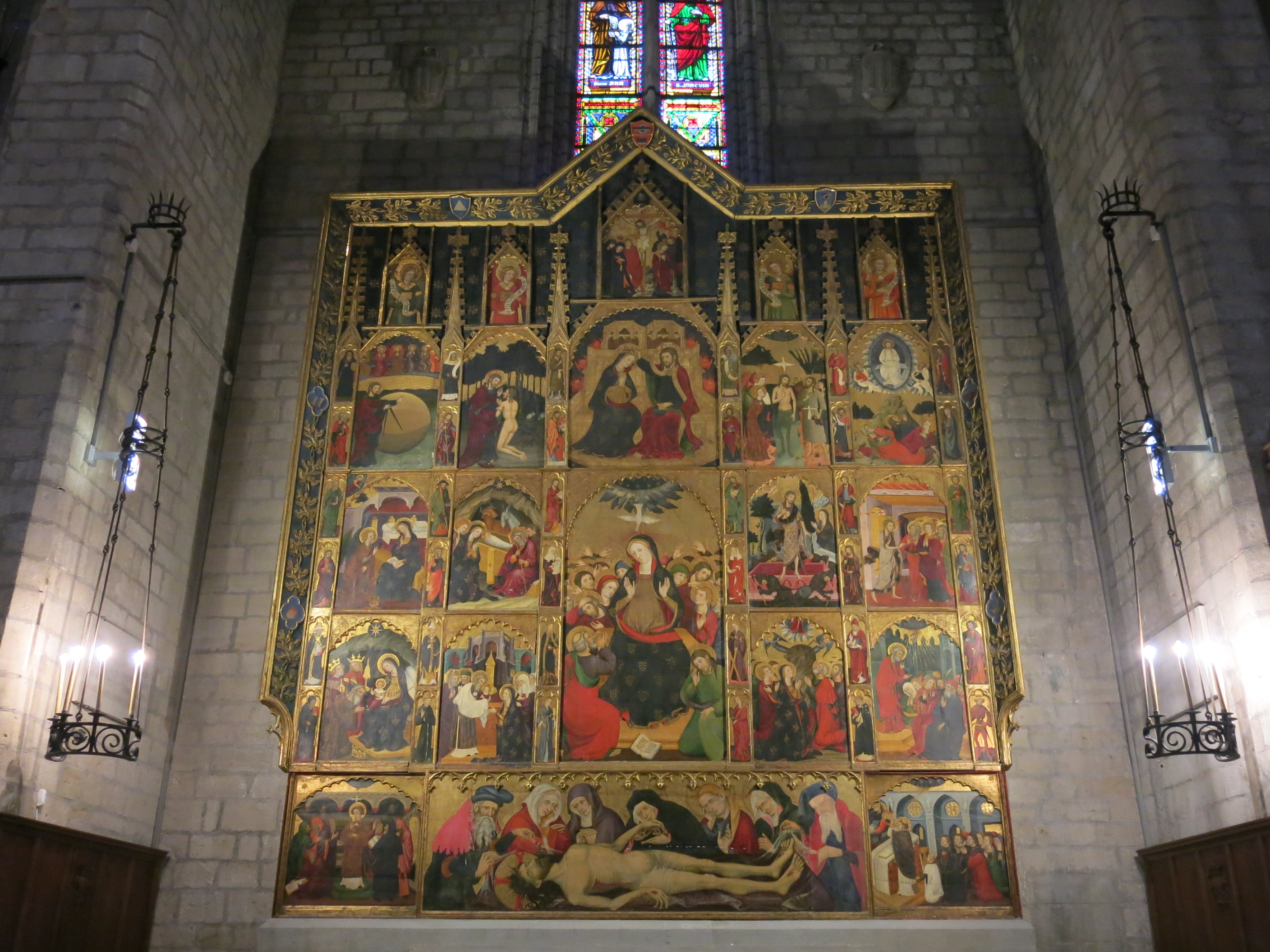
Retable du Saint-Esprit de Pere Serra (v. 1394).
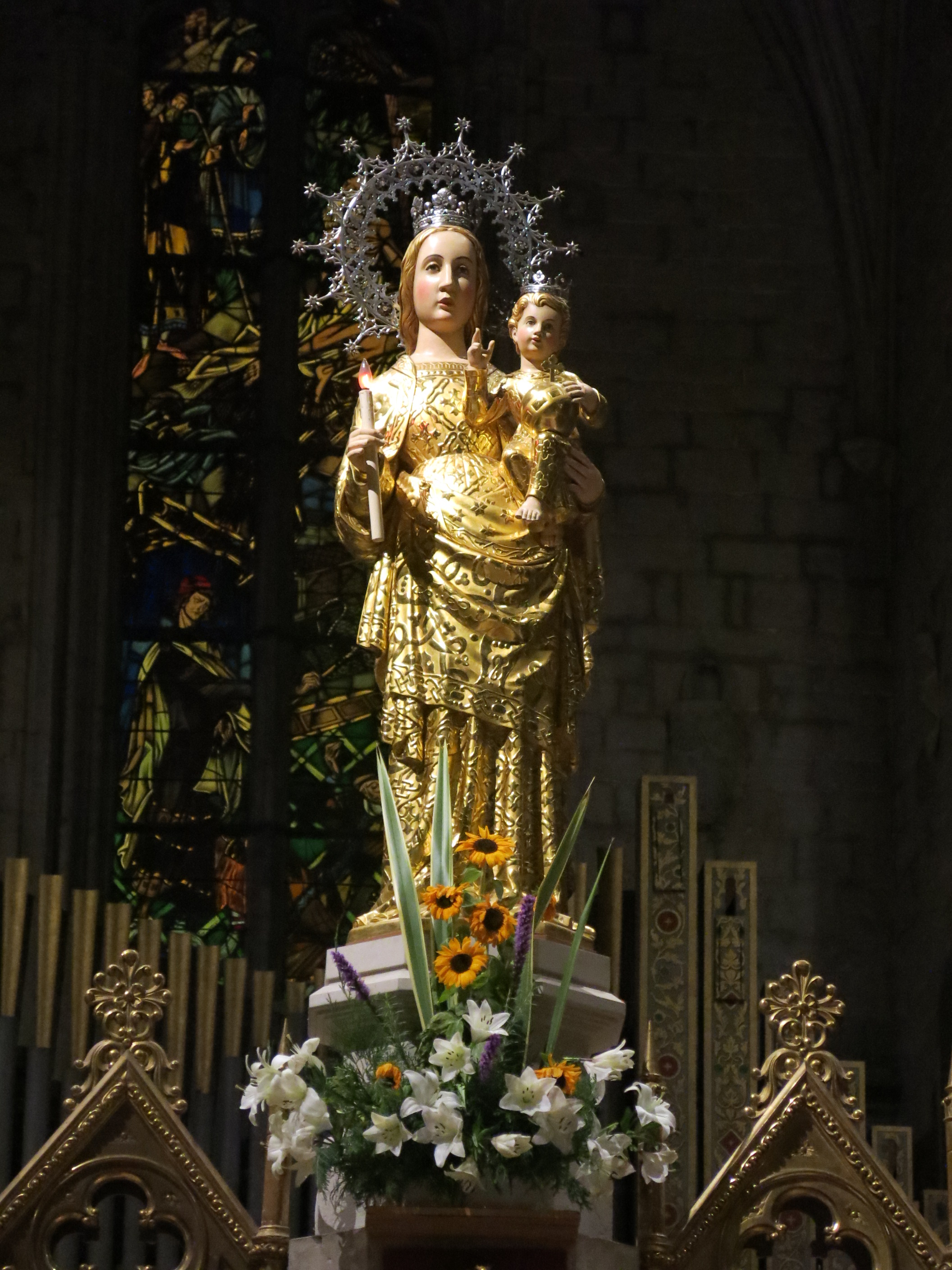
Sainte-Marie de Manrèse, Notre-Dame d'Alba ou la Vierge de l'Aurore.